# Villa Nueva (Argentina)
Villa Nueva é um município da província de Córdova, na Argentina.